# Stanisław Durlej
Stanisław Durlej (ur. 11 kwietnia 1934 w Bielinach) – dziennikarz, pisarz, badacz dziejów ruchu ludowego na Kielecczyźnie.
Syn Jana i Anny z domu Mazur. Absolwent Technikum Handlowego w Kielcach (1952) i Instytutu Nauk Politycznych Uniwersytetu Warszawskiego (1964–1970). Pracownik Zjednoczonego Stronnictwa Ludowego w latach 1967–1990. 
Redaktor (kierownik działu terenowego) w redakcji „Wieści" w Krakowie w latach 1978–1990; redaktor naczelny miesięcznika „Ludowiec Świętokrzyski” w Kielcach. Autor wielu artykułów m.in. w „Wieściach”, „Słowie Ludu”, „Echu Dnia”, „Zielonym Sztandarze”. Od początku utworzenia w Kielcach w 1952 roku Rozgłośni Polskiego Radia współpracował z nią; aż do 2003 roku. Był jednym z założycieli Racławickiego Towarzystwa Kulturalnego i członkiem Komitetu Honorowego Budowy Mauzoleum Walki i Męczeństwa Wsi Polskiej w Michniowie. Przez kilkadziesiąt lat jeździł po kieleckich wsiach, pisząc o tym jak się zmienia wieś i lokalna ludność. Spisywał też dzieje rodów świętokrzyskich ludowców, które zebrane zostały w czterech tomach "Sag świętokrzyskich". Jest autorem ponad 20 książek, z których każda traktuje o ludziach i losach polskiej, świętokrzyskiej wsi.

## Wybrane publikacje
- Dzieje ruchu ludowego na Kielecczyźnie w latach 1944-1996, Kielce 1996
- Tragizm, nadzieje i rozczarowania wsi kieleckiej w latach 1944–1991, Kielce 1992
- Trudne lata w działalności ZMW (1989-1996)., Kielce 2006
- W sowieckim "raju": wspomnienia Adolfa Kowalskiego Kielce 2004
- Ruch Ludowy na Ziemi Świętokrzyskiej 1996-2015, Kielce, Warszawa 2015
- Gorzki smak obozowego chleba : wspomnienia nauczyciela-sybiraka, Kielce 2008
- Sagi świętokrzyskie: 105 lat polskiego ruchu ludowego 1895-2000, Kielce 2000
- Ruch ludowy Kielecczyzny w walce o samodzielność i tożsamość ideową (1957–1996), Kielce 1996
- Panteon chłopów polskich na Ziemi Świętokrzyskiej, Kielce 2008